# 2. Tennis-Bundesliga (Damen)
Die 2. Tennis-Bundesliga der Damen ist die zweithöchste Spielklasse der Mannschaftswettbewerbe im deutschen Damen-Tennis, unterhalb der 1. Tennis-Bundesliga, und wurde im Jahr 1999 eingeführt. Sie wurde zunächst in zwei getrennten Staffeln ausgetragen, war dann 2010 und 2011 vorübergehend eingleisig, ist seitdem aber wieder in zwei Staffeln (Nord und Süd) zu je sieben Mannschaften geteilt. Die Erstplatzierten der beiden Staffeln steigen in die 1. Bundesliga auf, die Letztplatzierten steigen in die örtlich zuständige Regionalliga ab. Die beiden Aufsteiger in die 2. Tennis-Bundesliga werden in Entscheidungsspielen unter den Bestplatzierten der vier Tennis-Regionalligen (Nord-Ost, West, Süd-West und Süd-Ost) ermittelt.

## Teilnehmer seit 2004
| Ort              | Verein                                 | Jahre                                       |
| ---------------- | -------------------------------------- | ------------------------------------------- |
| Aachen           | TK Blau-Weiss Aachen                   | 2013, 2016                                  |
| Aachen           | TC Grün-Weiss Aachen                   | 2022                                        |
| Amberg           | TC Amberg am Schanzl                   | 2012–2013, (2015)                           |
| Augsburg         | TC Augsburg                            | 2006–2007, 2009–2013                        |
| Augsburg         | TC Schießgraben Augsburg               | 2008, 2011–2012                             |
| Bad Vilbel       | TC Bad Vilbel                          | 2018                                        |
| Bad Wörishofen   | Tennis- und Turnierclub Bad Wörishofen | 2004–2005                                   |
| Berlin           | TC 1899 Blau-Weiss Berlin              | 2007–2008, 2012, 2016, 2018–2021            |
| Berlin           | LTTC Rot-Weiß Berlin                   | 2005, 2008–2010, 2012–2013, 2015, 2017–2018 |
| Berlin           | Tennis-Club SCC                        | 2020–2022                                   |
| Berlin           | SV Zehlendorfer Wespen                 | 2017                                        |
| Bielefeld        | Bielefelder TTC                        | 2020–2022                                   |
| Bocholt          | Bocholter TC Blau-Weiss 1894           | 2005–2007                                   |
| Bochum           | THC im VfL Bochum                      | 2004, 2006, 2009, 2011                      |
| Bous             | TC Schwarz-Weiss Bous                  | 2004–2007                                   |
| Braunschweig     | Braunschweiger THC                     | 2013–2016                                   |
| Dresden          | TC Blau-Weiß Dresden-Blasewitz         | 2004–2006, 2017–2018                        |
| Düsseldorf       | Rochusclub Düsseldorf                  | 2004–2005, 2007, 2009, 2012–2016            |
| Essen            | ETuF Essen                             | 2010–2011, 2014                             |
| Essen            | TC Bredeney Essen                      | 2018                                        |
| Ettlingen        | Ski-Club Ettlingen                     | 2006–2013                                   |
| Frankfurt        | SC Frankfurt 1880                      | 2019                                        |
| Frankfurt        | SC SaFo Frankfurt                      | 2014                                        |
| Halle            | TC Blau-Weiss Halle                    | 2004–2007, 2012–2014                        |
| Hamburg          | Der Club an der Alster Hamburg         | 2010, 2012–2015, 2019–2022                  |
| Hamburg          | THC Horn und Hamm                      | 2017, 2019, 2022                            |
| Hamburg          | Großflottbeker THGC                    | 2006, 2009, 2018                            |
| Hamm             | Ruderclub Hamm von 1890                | 2004                                        |
| Hannover         | DTV Hannover                           | 2014–2015, 2017, 2020–2022                  |
| Henstedt-Ulzburg | TC Alsterquelle                        | 2005                                        |
| Karlsruhe        | TC Rüppurr Karlsruhe                   | 2005, 2013–2014                             |
| Köln             | Marienburger SC                        | 2007–2008, 2017–2019                        |
| Leipzig          | TC RC Sport                            | 2007–2008                                   |
| Leverkusen       | RTHC Bayer Leverkusen                  | 2004, 2012–2013, 2015, 2018–2021            |
| Lintorf          | Lintorfer Tennisclub                   | 2006–2009, 2012, 2016, 2019                 |
| Lorsch           | TC Olympia Lorsch                      | 2007–2008, 2015–2017                        |
| Ludwigshafen     | BASF TC Ludwigshafen                   | 2004, 2006, 2008–2009, 2012, 2014–2019      |
| Ludwigshafen     | TC Oppau                               | 2019                                        |
| Mainz            | TSC Mainz                              | 2018                                        |
| Manching         | MBB-SG Manching                        | 2019                                        |
| Mannheim         | MTG Mannheim                           | 2019                                        |
| Mannheim         | TK Grün-Weiss Mannheim                 | 2005                                        |
| Mönchengladbach  | Gladbacher Hockey- und Tennis-Club     | 2020                                        |
| Moers            | TC Moers 08                            | 2017                                        |
| Moers            | TC Sportpark Moers Asberg              | 2006                                        |
| München          | MTTC Iphitos München                   | 2005–2007, 2012–2014, 2018–2019             |
| München          | TC Großhesselohe München               | 2004–2005, 2007–2009, 2016–2018             |
| München          | TC Grün-Weiss Luitpoldpark München     | 2009–2012, 2014–2019                        |
| Münster          | TC Union Münster                       | 2014–2021                                   |
| Nordhorn         | TV Sparta 87 Nordhorn                  | 2004                                        |
| Offenbach        | Offenbacher TC                         | 2004                                        |
| Offenbach        | TGS Bieber Offenbach                   | 2014–2016                                   |
| Radolfzell       | TC Radolfzell                          | 2007–2008, 2016                             |
| Ratingen         | Ratinger Tennisclub Grün-Weiss 1911    | 2005, 2008–2011                             |
| Regensburg       | TC Rot-Blau Regensburg                 | 2013–2014                                   |
| Reutlingen       | TV Reutlingen                          | 2004                                        |
| Sindelfingen     | TA VfL Sindelfingen 1862               | 2004–2007                                   |
| Stuttgart        | TEC Waldau                             | 2015                                        |
| Stuttgart        | TC Weissenhof                          | 2013                                        |
| Vaihingen        | TC Blau-Weiss Vaihingen-Rohr           | 2008–2009, 2017–2018                        |
| Versmold         | Tennispark Versmold                    | 2021                                        |
| Villingen        | Tennisclub Blau-Weiß Villingen         | 2009                                        |
| Visbek           | Tennisverein Visbek                    | 2021                                        |
| Wahlstedt        | TC Rot-Weiß Wahlstedt                  | 2008–2010, 2016                             |
| Würzburg         | TC Blau-Weiss Würzburg                 | 2005–2006, 2015–2017                        |

1. ↑  Zurückgezogen vor Saisonbeginn